# 趙敏敬
趙敏敬（韓語：조민경，1989年4月24日—），韓國女演員。

## 影視作品

### 電影
| 年份 | 劇名                | 角色       | 備註           |
| 2019 | 《二月》            | 敏敬       | [ 1 ]          |
| 2019 | 《今天，我們》      | 金秀珍     | 單元劇《退款》 |
| 2019 | 《浮冰》            | 允真       | 短篇電影       |
| 2020 | 《超“人”氣動物園》  | 狐狸飼養員 |                |
| 2020 | 《外叔母》          | 敏敬       | 短篇電影       |
| 2021 | 《Pianist》         | 素熙       | 短篇電影       |
| 2021 | 《退職金》          | 娜英       | 短篇電影       |
| 2021 | 《仙人掌年代記》    | 宥美       | 短篇電影       |
| 2021 | 《蓋比與英伊》      |            | 短篇電影       |
| 2022 | 《Move Forward》    | 詩妍       | 短篇電影       |
| 2023 | 《8釐米：詛咒影帶》 | 女記者     | [ 10 ]         |

## 獎項榮譽
| 年份 | 頒獎典禮                   | 獎項       | 作品       | 結果 |
| 2019 | 第20屆釜山電影評論家協會獎 | 新人演員獎 | 《二月》   | 獲獎 |
| 2020 | 第7屆野花電影獎            | 新人演員獎 | 《二月》   | 獲獎 |
| 2021 | 第47屆首爾獨立電影節       | 獨立明星獎 | 《退職金》 | 獲獎 |

## 外部連結
- 趙敏敬的Instagram帳戶
- 趙敏敬在NAVER上的资料
- 趙敏敬在Daum上的资料
- 趙敏敬在韩国电影数据库（KMDb）上的資料（韓語）
- 趙敏敬在互联网电影资料库（IMDb）上的資料（英文）
- 趙敏敬在HanCinema的頁面（英文）